# Lloy Ball
Lloy James Ball, född 17 februari 1972 i Fort Wayne i Indiana, är en amerikansk volleybollspelare. Ball blev olympisk guldmedaljör i volleyboll vid sommarspelen 2008 i Peking.